# Lexxe
Lexxe — поисковая система, умеющая обрабатывать вопросы на естественном языке (NLP), в дополнение к уже стандартному поиску по ключевым словам и фразам. В данный момент доступна альфа-версия поискового движка, демонстрирующая принципы работы. Эта версия поддерживает английский язык, поддержка для мандаринского диалекта китайского находится в разработке.
Изюминкой Lexxe являются ответы на общие вопросы на естественном языке, например,
- what is the best gym in palo alto
- who is the president of guatemala
- when is the best time to visit rome

В ответ на такие запросы Lexxe дает один или несколько ответов, а также дополняет их ссылками на наиболее релевантные страницы.
Конечно система ещё далека от совершенства, например, на вопрос «how old is Barack Obama» она дает ответ «Six Years Old».
Компания Lexxe Pty Ltd., занимающаяся разработкой поисковой машины Lexxe была основана в 2005 доктором Цяо Хунляном (Dr. Hong Liang Qiao), австралийским экспертом китайского происхождения в области обработки естественного языка. Разработки поисковой машины Lexxe ведутся в Сиднее (Австралия) и Шанхае (Китай).
С 7 октября 2010 года поисковая машина Lexxe была недоступна в альфа-версии. Бета-версия стала доступна с 20 сентября 2011 года.